# Wądroże Wielkie (gmina)
Wądroże Wielkie – gmina wiejska w województwie dolnośląskim, w powiecie jaworskim. W latach 1975–1998 gmina położona była w województwie legnickim.
Siedziba gminy to Wądroże Wielkie.
Według danych z 31 grudnia 2015 gminę zamieszkiwało 4001 osób. Natomiast według danych z 31 grudnia 2019 roku gminę zamieszkiwało 3912 osób.
Według danych z 30 czerwca 2020 roku gminę zamieszkiwało 3941 osób.

## Struktura powierzchni
Według danych z roku 2002 gmina Wądroże Wielkie ma obszar 89,15 km², w tym:
- użytki rolne: 80%
- użytki leśne: 4%

Gmina stanowi 15,34% powierzchni powiatu.

## Demografia

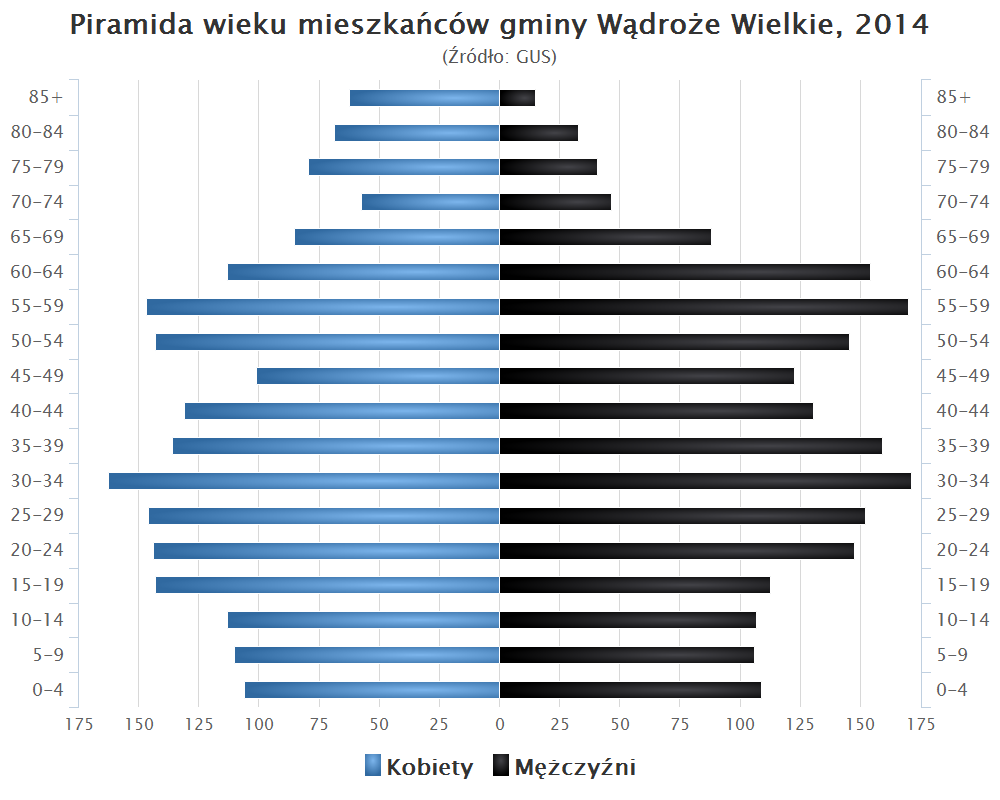
Piramida wieku mieszkańców gminy Wądroże Wielkie w 2014 roku

Dane z 30 czerwca 2008:
| Opis                              | Ogółem | Ogółem | Kobiety | Kobiety | Mężczyźni | Mężczyźni |
| --------------------------------- | ------ | ------ | ------- | ------- | --------- | --------- |
| jednostka                         | osób   | %      | osób    | %       | osób      | %         |
| populacja                         | 4042   | 100    | 2037    | 50,4    | 2005      | 49,6      |
| gęstość zaludnienia (mieszk./km²) | 45,33  | 45,33  | 22,84   | 22,84   | 22,49     | 22,49     |

## Sołectwa
Bielany, Biernatki, Budziszów Mały, Budziszów Wielki, Gądków, Granowice, Jenków, Kępy, Kosiska, Mierczyce, Pawłowice Wielkie, Postolice, Rąbienice, Skała, Sobolew, Wądroże Małe, Wądroże Wielkie, Wierzchowice.

## Pozostałe miejscowości
Augustów, Dobrzany.

## Sąsiednie gminy
Legnickie Pole, Malczyce, Mściwojów, Ruja, Środa Śląska, Udanin

## Kolejowa przeszłość
Tutejsze tereny znajdują się na trasie działającej przez blisko sto lat (od 1902 roku), a dziś zamkniętej i zdegradowanej drogi żelaznej łączącej poprzez stację węzłową w mieście Jawor granitowe zagłębie rejonów Strzegomia i Borowa z portem rzecznym w nadodrzańskich Malczycach.